# Espanha na Universíada de Verão de 2021
A Espanha participou da Universíada de Verão de 2021, que aconteceu em Chengdu, na China, entre 28 de julho e 8 de agosto de 2023.
Foram 44 atletas — 21 masculinos e 23 femininos — em quatro modalidades olímpicas e uma não olímpica — o wushu.

## Competidores
Estas foram as modalidades e atletas que disputaram a edição:
| Esporte             | Masculino | Feminino | Total |
| ------------------- | --------- | -------- | ----- |
| Ginástica artística | 4         | 4        | 8     |
| Judo                | 4         | 5        | 9     |
| Taekwondo           | 9         | 9        | 18    |
| Tiro                | 2         | 4        | 6     |
| Wushu               | 2         | 1        | 3     |
| Total               | 21        | 23       | 44    |

## Medalhas

### Medalhistas
Estas foram as medalhistas desta edição:
| Medalha | Esporte             | Atleta                                            | Prova               |
| ------- | ------------------- | ------------------------------------------------- | ------------------- |
| Bronze  | Ginástica artística | Maria Llacer Irene Calle Lorena Medina Carla Font | Feminino – Equipe   |
| Bronze  | Taekwondo           | Alma Pérez                                        | Feminino – até 53kg |

### Por modalidade
Estas foram as medalhas por modalidade nesta edição:
| Esporte             | Medalha de ouro | Medalha de prata | Medalha de bronze | Total de medalhas |
| ------------------- | --------------- | ---------------- | ----------------- | ----------------- |
| Ginástica artística | 0               | 0                | 1                 | 1                 |
| Taekwondo           | 0               | 0                | 1                 | 1                 |
| Total               | 0               | 0                | 2                 | 2                 |